# Гарі Бейлі
Гарі Бейлі (англ. Gary Bailey, нар. 9 серпня 1958, Іпсвіч) — англійський футболіст, що грав на позиції воротаря, насамперед за «Манчестер Юнайтед». Виступав за національну збірну Англії.

## Клубна кар'єра
Дитинство провів у Південно-Африканській Республіці, де почав займатися футболом. Протягом 1975—1978 років грав за місцеву команду «Віттс Юніверсіті».
Наприкінці 1970-х домовився про перегляд у «Манчестер Юнайтед», який успішно пройшов, і 1978 року уклав контракт з англійським клубом. Манкуніанців саме залишив їх багаторічний основний голкіпер Алекс Степні, і 20-річному Бейлі вдалося вибороти конкуренцію за його місце у команді. Був основним воротарем «Юнайтед» протягом наступних восьми сезонів, зокрема здобувши за цей час два титули володаря Кубка Англії.
Кар'єру гравця перекреслила важка травма коліна, отримана ним під час тренування у складі збірної Англії влітку 1986 року. Відновившись, він спробував повернутися на поле, проте, провівши декілька матчів у сезоні 1986/87, 28-річний воротар був змушений оголосити про завершення кар'єри.
Залишивши Манчестер, повернувся до ПАР, де 1988 року зробив ще одну спробу повернутися на футбольне поле. Відіграв два сезони за місцевий «Кайзер Чіфс», після чого 1990 року остаточно завершив кар'єру.

## Виступи за збірну
Впевненою грою за «Манчестер Юнайтед» заробив виклик до національної збірної Англії, у складі якої 1985 року взяв участь у двох товариських матчах. Разом з представником «Норвіч Сіті» Крісом Вудзом розглядався у перспективі як можлива заміна на той час вже 36-річному Пітеру Шилтону, основному воротарю англійців.
У статусі одного з дублерів Шилтона поїхав на чемпіонат світу 1986 року до Мексики, де на поле не виходив, проте саме під час світової першості на одному з тренувань травмував коліно, після чого за великим рахунком ігрову кар'єру продовжити вже не зміг.
| Дата      | Місто  | Господарі | Результат | Гості    | Турнір           | Голи | Примітки |
| --------- | ------ | --------- | --------- | -------- | ---------------- | ---- | -------- |
| 26-3-1985 | Лондон | Англія    | 2 – 1     | Ірландія | товариський матч | −1   |          |
| 9-6-1985  | Мехіко | Мексика   | 1 – 0     | Англія   | товариський матч | −1   |          |
| Усього    |        | Матчів    | 2         |          | Голів            | −2   |          |

## Особисте життя
Народився в родині Роя Бейлі, воротаря клубу «Іпсвіч Таун».
Уперше одружився 1987 року у ПАР, має трьох дітей від першого шлюбу. 2013 року одружився удруге, його дружиною стала Мішель Маклін, намібійська модель і акторка, володарка титулу Міс Всесвіт 1992 року.

## Титули і досягнення
- Володар Кубка Англії (2):

«Манчестер Юнайтед»: 1982/83, 1984/85
- Володар Суперкубка Англії з футболу (1):

«Манчестер Юнайтед»: 1983
- Чемпіон Європи (U-21): 1984